# Baie Thetys
La baie Thetys ou baie Thetis (en espagnol : Bahía Thetis) est une baie située à la pointe sud-est de la partie argentine de la grande île de la Terre de Feu, dans la province de Terre de Feu, Antarctique et Îles de l’Atlantique Sud, au sud de l'Argentine. La baie s'ouvre sur la mer d'Argentine et au détroit de Le Maire, face à l'île des États.
Elle est délimitée par la cap Saint-Vincent (au nord) et par le cap San Diego (au sud).  